# Râul Sărata, Prut
Râul Sărata este un curs de apă, afluent al râului Prut. 